# Český zemský soud

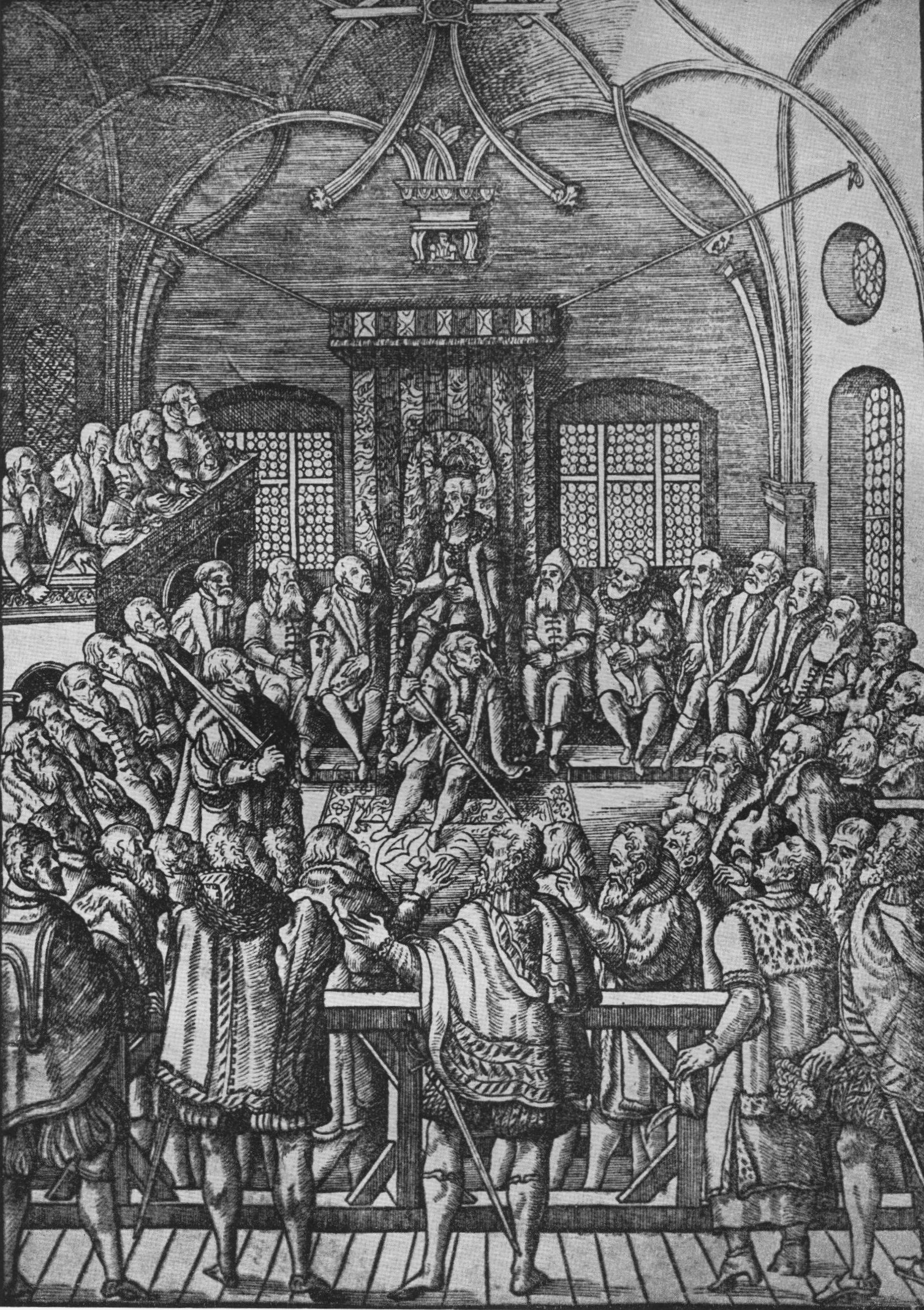
Zasedání českého zemského soudu v roce 1564

Český zemský soud, respektive Zemský soud český (německy Böhmisches Landrecht, latinsky iudicium terre bohemiae) byla instituce, která se konstituovala v letech 1260–1270 a od poloviny 15. století do roku 1621 fungovala jako nejvyšší soudní instance Království českého. 

## Práva a pravomoci

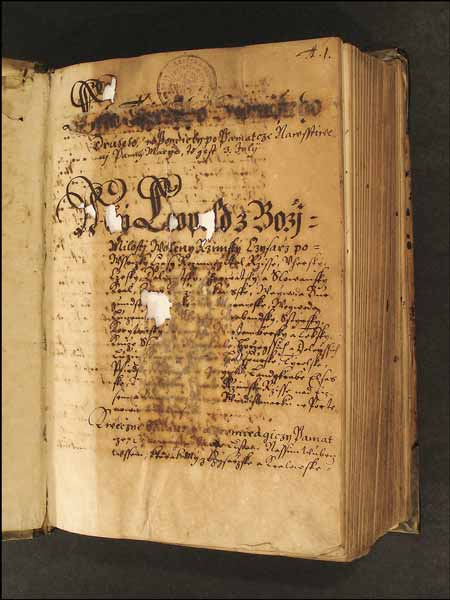
List se zápisem z „desk“ zemských

Zemský soud byl kompetentní k řešení civilních i trestních sporů české šlechty, ačkoli až do roku 1402 k němu mohl podat žalobu na šlechtice i poddaný. Páni a rytíři neměli povinnost zodpovídat se před komorním soudem. 
Zasedal čtyřikrát ročně v tzv. suchých dnech neboli kvatembrech (quatuor tempora) na Pražském hradě, ve Staré sněmovně poblíž Vladislavského sálu, a jednalo se před ním zásadně ústně. Ovšem už od počátku se o tom vedly písemné záznamy (registra regalia), které pak daly vzniknout zemským deskám, v nichž se zaznamenávaly výnosy a rozsudky soudu. Král soudu sice předsedal, ale řídil ho zemský sudí (iudex terre), který se v polovině 13. století vyvinul z původního dvorského sudího (iudex curie) v souvislosti s tím, jak se omezil okruh osob přímo podléhajících panovníkovi jen na šlechtu. Mohl jím být jen pán, stejně jako ostatní přísedící (consules terre, seniores terre), zemským písařem už ale mohl být i nižší šlechtic. Počet přísedících, tzv. kmetů, se nejdříve ustálil na čísle 12 a pro soudní jednání jich muselo být přítomno alespoň sedm. Soud právo volně nalézal, rozhodoval volně pouze s odkazem na staré české zvykové právu s tím, že jednou takto rozhodnutá věc se stala vzorem pro další podobné případy, fungoval tedy na principu precedentů. Tím také tvořil zemské právo. Rozhodnutí zemského soudu, proti kterému nebylo odvolání (vůči apelačnímu soudu disponoval privilegiem inapelačnosti, pouze v případě trestu smrti mohl panovník udělit milost), vykonával nejvyšší purkrabí, který také mohl krále na soudu zastupovat. Finanční zájmy krále ale hájil nejvyšší komorník. Vedle většího zemského soudu působil i tzv. menší zemský soud, kde zasedala nižší šlechta a který kromě projednávání sporů do hodnoty deseti hřiven stříbra také vedl agendu zemských desk.
V průběhu 15. a 16. století zemský soud postupně ztrácel svůj původně prvořadý význam, zasedal už jen třikrát ročně a v letech 1440–1453 a 1467–1485 dokonce nezasedal vůbec. Původní volnost v nalézání práva mu navíc omezilo Vladislavské zřízení zemské (v téže době se na evropské univerzity vracely rovněž nauky o římském právu, které také ovlivnilo některé jeho rozsudky). Přesto se v této době rozšířil počet přísedících, pánů zůstalo 12, ale k nim přibylo osm rytířů, kteří do té doby mohli působit jen u menšího zemského soudu. Po vydání Obnoveného zřízení zemského se situace ještě více proměnila v neprospěch šlechty, nejvyšším soudcem se stal panovník, ústní jednání bylo nahrazeno písemným řízením, soud opustil precedenční právo a proti jeho rozhodnutí bylo možné podat revizi k české dvorské kanceláři.